# José de Almeida Barreto
José de Almeida Barreto (João Pessoa, 22 de junho de 1827 — Rio de Janeiro, 3 de maio de 1905) foi um militar e senador brasileiro.
Participou da Guerra do Paraguai. General durante a proclamação da República, foi dos primeiros a se unirem com sua brigada ao general Deodoro da Fonseca.
Foi eleito deputado constituinte em 1890 pela Paraíba. Foi reformado por Floriano Peixoto em 1892, após ter assinado o Manifesto dos 13 generais.  
Marechal, foi ministro do Superior Tribunal Militar e senador de 1890 a 1905.
Foi também comandante de Armas de Pernambuco e comandante superior da Guarda Nacional.